# Pteropurpura macroptera
Pteropurpura macroptera är en snäckart som först beskrevs av Gérard Paul Deshayes 1839.  Pteropurpura macroptera ingår i släktet Pteropurpura och familjen purpursnäckor. Inga underarter finns listade i Catalogue of Life.